# Walikoro
Walikoro is een bestuurslaag in het regentschap Purworejo van de provincie Midden-Java, Indonesië. Walikoro telt 192 inwoners (volkstelling 2010).